# میرزاولنگ
میرزاولنگ قریه‌ای در ولسوالی صیاد ولایت سرپل در کشور افغانستان است. فاصله این منطقه تا مرکز ولایت حدود ۱۰ کیلومتر است و از آن به عنوان کمربند دفاعی شهر سرپل نامبرده می‌شود. مردم آن اکثراً شیعه و هزاره هستند.
نیروهای طالبان و داعش روز شنبه ۱۴ مردادماه ۱۳۹۶ با حمله به روستای میرزا ولنگ ۶۰ نفر غیر نظامی را کشته و بیش از ۶۰۰ خانواده از اهالی این منطقه آواره شدند.